# Pacajus EC
Der Pacajus Futebol Clube, in der Regel nur kurz Pacajus genannt, ist ein Fußballverein aus Pacajus im brasilianischen Bundesstaat Ceará.
Aktuell spielt der Verein in der vierten brasilianischen Liga, der Série D, sowie in der Staatsmeisterschaft von Ceará.

## Erfolge
- Staatspokal von Ceará: 2022

## Stadion
Der Verein trägt seine Heimspiele im Estádio Municipal João Ronaldo, auch bekannt als Estádio Municipal João Ronaldo Matias, in Pacajus aus. Das Stadion hat ein Fassungsvermögen von 2000 Personen.

## Trainerchronik
Stand: Mai 2022
| Trainer          | Nation    | von             | bis             |
| ---------------- | --------- | --------------- | --------------- |
| Michel Guerreiro | Brasilien | 6. Januar 2022  | 1. Februar 2022 |
| Raimundo Vágner  | Brasilien | 1. Februar 2022 | 10. März 2022   |
| Oliveira Canindé | Brasilien | 1. April 2022   |                 |